# La leyenda negra
La leyenda negra (cuyo título completo es "La leyenda negra y la verdad histórica: contribución al estudio del concepto de España en Europa, de las causas de este concepto y de la tolerancia religiosa y política en los países civilizados") es un libro de Julián Juderías y Loyot, publicado en Madrid en 1914, en La Ilustración Española y Americana, en cinco entregas repartidas en números de enero y febrero.
Fue ampliado y reeditado en el mismo año, y en 1917 se publicó una segunda edición a la que se le añadió el capítulo de "La obra de España".
En "La Leyenda Negra" se emplea por primera vez el concepto de la leyenda negra para referirse al conjunto de propaganda antiespañola que se extendió por Europa a partir del siglo XVI.

## Desarrollo del término de la «leyenda negra»
Aunque se suele atribuir la paternidad del término «leyenda negra» a Juderías, se conocen por lo menos dos autores que lo emplearon en el sentido actual antes que Juderías: Emilia Pardo Bazán en una conferencia en París en 1899 y Vicente Blasco Ibáñez en una conferencia en Buenos Aires en 1909.
Julián Juderías, sin embargo, describe y desarrolla ampliamente el concepto de la «leyenda negra» en el libro con afirmaciones como la siguiente:

[...] el ambiente creado por los relatos fantásticos que acerca de nuestra patria han visto la luz pública en todos los países, las descripciones grotescas que se han hecho siempre del carácter de los españoles como individuos y colectividad, la negación o por lo menos la ignorancia sistemática de cuanto es favorable y hermoso en las diversas manifestaciones de la cultura y del arte, las acusaciones que en todo tiempo se han lanzado sobre España fundándose para ello en hechos exagerados, mal interpretados o falsos en su totalidad, y, finalmente, la afirmación contenida en libros al parecer respetables y verídicos y muchas veces reproducida, comentada y ampliada en la Prensa extranjera, de que nuestra Patria constituye, desde el punto de vista de la tolerancia, de la cultura y del progreso político, una excepción lamentable dentro del grupo de las naciones europeas.
Julián Juderías, La leyenda negra (1914)

## Defensa de la cultura y obra de España

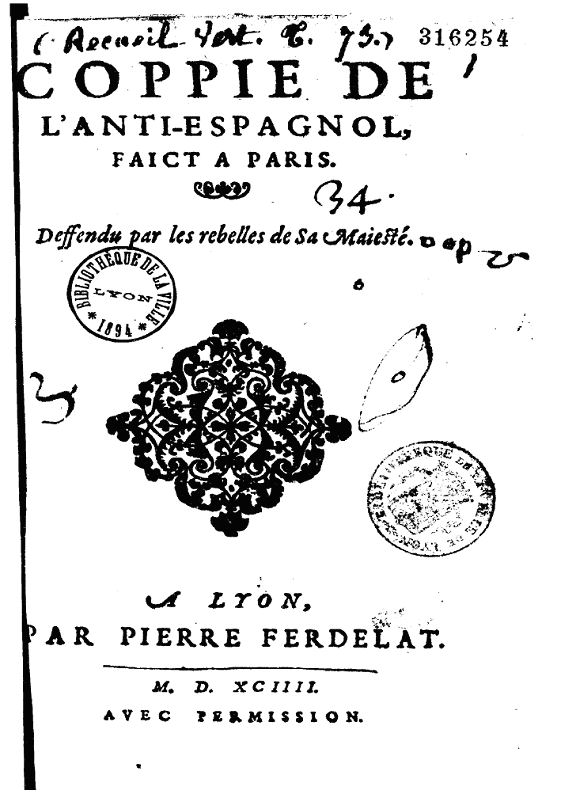
Coppie de L'Anti-Espagnol

Juderías hace una defensa apasionada de la cultura y la obra de España tanto en Europa como en América.
El autor desarrolla en su obra su creencia de que España está siendo injustamente atacada, mediante mentiras propagandísticas, desde hace varios siglos, tanto desde el resto de Europa, como incluso desde la misma España.

## Sobre la Inquisición
Aunque para Juderías la Inquisición no representa nada extraordinario dentro de aquella época, ni más ni menos cruel que otras instituciones de Alemania, Inglaterra, Francia o Suiza, si deja claro en varias ocasiones durante el libro, que en ningún momento defiende a la Inquisición, a la que considera como un tribunal cruel y despiadado, pero que a pesar de ello no realizó los abusos de la que se le acusa y que fue "un instrumento en mano de los Reyes para mantener en la Península una cohesión espiritual que faltó por completo en los demás países, [lo cual] impidió que España fuese teatro de guerras de religión que hubieran causado un número de víctimas infinitamente superior al que atribuya a la represión inquisitorial más exagerada de sus detractores."
El autor tampoco cree que la inquisición tuviese un papel importante en el desenvolvimiento intelectual español, puesto que coincide con el Siglo de Oro de la cultura española, ni que representara una barrera intelectual con el resto de Europa, puesto que la traducción de obras españolas se realizó incluso en países como Suecia o Rusia, mencionando además a muchos intelectuales españoles que estudiaron o enseñaron en universidades del resto de Europa.

## Sobre la colonización española de las Américas
Juderías aporta investigación histórica desapasionada para desmentir varios aspectos relativos a la leyenda negra de la colonización española de las Américas. En el libro reconoce el valor de la evangelización y colonización de América y el espíritu avanzado de las leyes que rigieron aquella empresa, que eran vanguardistas en el respeto a los derechos de los nativos.
Según Juderías el conjunto de opiniones negativas vertidas sobre España en función de la labor española en América, por parte de sus más acérrimos enemigos, especialmente Inglaterra, tenían como objetivo atacar los intereses y mermar la influencia de la que entonces era la mayor potencia sobre la faz de la tierra.

## Reediciones posteriores
Tras la primera publicación en 1914 en 5 entregas repartidas en números de enero y febrero, para la "La Ilustración Española y Americana", reeditó y amplió sus escritos en el mismo año ("una ampliación, y si se quiere una ratificación", fue su propia presentación), y tres años más tarde publicó una segunda edición en 1917, añadiéndole un gran capítulo: "La obra de España". Esta segunda edición fue patrocinada por Juan C. Cebrián, un ingeniero madrileño instalado en California, que se preocupaba de mejorar la imagen de España en los Estados Unidos.
Desde entonces han sido numerosas las reediciones de esta obra, siempre basadas a partir de la segunda edición.

## Influencias posteriores
Tanto "La Leyenda Negra" como otras obras de Julián Juderías ejercieron una gran influencia sobre autores de carácter conservador como Ramiro de Maeztu o José María de Areilza. 
Aunque desde diversos sectores se ha considerado a Juderías como un reaccionario, su trayectoria demuestra que en realidad fue un destacado regeneracionista, vinculado a tres de los hitos del regeneracionismo español, el Ateneo de Madrid, la revista La Lectura y el Instituto de Reformas Sociales.